# Freikugeln
Freikugeln (Balles magiques) est une polka rapide de Johann Strauss II (op. 326). L'œuvre est créée le 27 juillet 1868 au Prater de Vienne.

## Histoire
La polka est composée et créée à l'occasion d'un festival international de tir au Prater de Vienne, dont  la séquence est imitée musicalement. L'ouvrage est accueilli avec enthousiasme, ainsi que la représentation du lendemain 28 juillet 1868 au Volksgarten de Vienne. 
Le nom du titre est dérivé dudit festival de tir. Les balles magiques sont considérées comme des munitions infaillibles gagnées grâce à un pacte avec le diable. Cette idée est popularisée avec l'opéra Der Freischütz (1821) de Carl Maria von Weber. Cependant, on peut supposer que Strauss ne souhaite pas aux tireurs un soutien diabolique (et, comme dans l'opéra, fatal). Il veut probablement simplement qu'ils soient aussi précis dans leurs tirs que s'il s'agissait de balles libres[réf. souhaitée]. 

## Durée
Le temps de lecture sur le CD répertorié en références est exactement de 3 minutes. Ce temps peut varier quelque peu, selon l'interprétation musicale du chef d'orchestre.

## Postérité
- En 1899, Adolf Müller utilise des parties de cette œuvre dans l'opérette Wiener Blut, qu'il compila sur la base de motifs de Johann Strauss II[réf. souhaitée].
- La pièce est jouée lors du célèbre concert du nouvel an à Vienne : en 1943 (Clemens Kraus) ; 1963, 1968, 1973 (Willi Boskovsky) ; 1983 (Lorin Maazel) ; 1991 (Claudio Abbado) ; 2009 (Daniel Barenboim) ; 2018 (Riccardo Muti).